# Mesochorus heterodon
Mesochorus heterodon är en stekelart som beskrevs av Horstmann 2006. Mesochorus heterodon ingår i släktet Mesochorus och familjen brokparasitsteklar. Inga underarter finns listade i Catalogue of Life.